# Thr33 Ringz
Thr33 Ringz è il terzo album di T-Pain, uscito negli Stati Uniti l'11 novembre 2008 e seguente il precedente Epiphany.

## Il disco
L'album doveva essere distribuito il 30 settembre, ma per alcuni problemi con la canzone "Silver & Gold" uscì l'11 novembre, già in versione Deluxe. Il primo singolo è stato "Can't Believe It", assieme a Lil' Wayne, come lo stesso T-Pain ha confermato sul suo blog. Il secondo è stato "Chopped 'N' Skrewed", assieme a Ludacris, mentre il terzo "Freeze", con Chris Brown

## Tracce
1. Welcome to Thr33 Ringz Intro
2. Ringleader Man'
3. Chopped N Skrewed (feat. Ludacris)
4. Take a Ride (Ringleader Man Skit)
5. Freeze (feat. Chris Brown)
6. Blowing Up (feat. Ciara)
7. Can't Believe It (feat. Lil' Wayne)
8. It Ain't Me (feat. Akon and T.I.)
9. Feed the Lions (Ringleader Man Skit)
10. Therapy (feat. Kanye West)
11. Long Lap Dance
12. Reality Show (feat. Musiq Soulchild, Raheem DeVaughn & Jay Lyriq)
13. Keep Going
14. Superstar Lady (feat. Young Cash)
15. Change (feat. Akon, Diddy and Mary J. Blige)
16. Digital (feat. Tay Dizm)
17. Karaoke (feat. DJ Khaled)